# 호호구
호호구(영어: Hhohho Region)는 에스와티니 북서부에 위치한 구로 행정 중심지는 음바바네(에스와티니의 수도이기도 함)이며 면적은 3,569mi<sip>2</sip>, 인구는 2,734명(7년 기준)이다. 남동쪽으로는 루봄보 구, 만지니와 접하며 114개 군을 관할한다.